# Paraguay i olympiska sommarspelen 2016
Paraguay deltog med 11 deltagare vid de olympiska sommarspelen 2016 i Rio de Janeiro. Ingen av landets deltagare erövrade någon medalj.

## Bordtennis
| Spelare         | Gren       | Inledande omgång     | Omgång 1             | Omgång 2             | Omgång 3             | Åttondelsfinal       | Kvartsfinal          | Semifinal            | Final / BM           | Final / BM       |
| Spelare         | Gren       | Motståndare Resultat | Motståndare Resultat | Motståndare Resultat | Motståndare Resultat | Motståndare Resultat | Motståndare Resultat | Motståndare Resultat | Motståndare Resultat | Placering        |
| --------------- | ---------- | -------------------- | -------------------- | -------------------- | -------------------- | -------------------- | -------------------- | -------------------- | -------------------- | ---------------- |
| Marcelo Aguirre | Herrsingel | Powell (AUS) W 4–0   | Dyjas (POL) L 0–4    | Gick inte vidare     | Gick inte vidare     | Gick inte vidare     | Gick inte vidare     | Gick inte vidare     | Gick inte vidare     | Gick inte vidare |

## Friidrott
Förkortningar
- Notera– Placeringar avser endast det specifika heatet.
- Q = Tog sig vidare till nästa omgång
- q = Tog sig vidare till nästa omgång som den snabbaste förloraren eller, i fältgrenarna, genom placering utan att nå kvalgränsen
- NR = Nationellt rekord
- N/A = Omgången fanns inte i grenen
- Bye = Idrottaren behövde inte tävla i omgången

Bana och väg
| Idrottare       | Gren              | Final    | Final     |
| Idrottare       | Gren              | Resultat | Placering |
| --------------- | ----------------- | -------- | --------- |
| Derlis Ayala    | Herrarnas maraton | 2:39:40  | 136       |
| Carmen Martínez | Damernas maraton  | 2:56:43  | 115       |

## Golf
| Spelare          | Gren              | Runda 1 | Runda 2 | Runda 3 | Runda 4 | Totalt | Totalt | Totalt    |
| Spelare          | Gren              | Poäng   | Poäng   | Poäng   | Poäng   | Poäng  | Par    | Placering |
| ---------------- | ----------------- | ------- | ------- | ------- | ------- | ------ | ------ | --------- |
| Fabrizio Zanotti | Herrarnas tävling | 70      | 74      | 68      | 67      | 279    | −5     | =15       |
| Julieta Granada  | Damernas tävling  | 71      | 69      | 76      | 78      | 294    | +10    | =44       |

## Rodd
| Roddare            | Gren                    | Heat    | Heat      | Återkval | Återkval  | Kvartsfinal | Kvartsfinal | Semifinal | Semifinal | Final   | Final     |
| Roddare            | Gren                    | Tid     | Placering | Tid      | Placering | Tid         | Placering   | Tid       | Placering | Tid     | Placering |
| ------------------ | ----------------------- | ------- | --------- | -------- | --------- | ----------- | ----------- | --------- | --------- | ------- | --------- |
| Arturo Rivarola    | Herrarnas singelsculler | 7:29,23 | 3 QF      | Bye      | Bye       | 7:17,12     | 6 SC/D      | 7:41,43   | 6 FD      | 7:18,34 | 24        |
| Gabriela Mosqueira | Damernas singelsculler  | 8:27,39 | 4 R       | 7:59,32  | 2 QF      | 7:54,49     | 5 SC/D      | 8:22,84   | 5 FD      | 7:44,62 | 19        |

## Simning
| Simmare         | Gren                   | Heat  | Heat      | Semifinal        | Semifinal        | Final            | Final            |
| Simmare         | Gren                   | Tid   | Placering | Tid              | Placering        | Tid              | Placering        |
| --------------- | ---------------------- | ----- | --------- | ---------------- | ---------------- | ---------------- | ---------------- |
| Benjamin Hockin | Herrarnas 100 m frisim | 50,26 | 44        | Gick inte vidare | Gick inte vidare | Gick inte vidare | Gick inte vidare |
| Karen Riveros   | Damernas 100 m frisim  | 59,00 | 39        | Gick inte vidare | Gick inte vidare | Gick inte vidare | Gick inte vidare |

## Tennis
| Spelare              | Gren      | Omgång 1                   | Omgång 2          | Åttondelsfinaler  | Kvartsfinaler     | Semifinaler       | Final / BM        | Final / BM       |
| Spelare              | Gren      | Motståndare Poäng          | Motståndare Poäng | Motståndare Poäng | Motståndare Poäng | Motståndare Poäng | Motståndare Poäng | Placering        |
| -------------------- | --------- | -------------------------- | ----------------- | ----------------- | ----------------- | ----------------- | ----------------- | ---------------- |
| Verónica Cepede Royg | Damsingel | Niculescu (ROU) L 2–6, 3–6 | Gick inte vidare  | Gick inte vidare  | Gick inte vidare  | Gick inte vidare  | Gick inte vidare  | Gick inte vidare |